# Latinská rčení, S
V tomto článku jsou uvedena některá známá latinská rčení, začínající písmenem S.
Latina měla na evropskou kulturu hluboký a dlouho trvající vliv. Od římské antiky přes křesťanství a humanismus až do 18. století byla její znalost u vzdělaných lidí samozřejmostí. V některých oborech se s latinskými názvy stále pracuje, užívají se různé obraty a ve starší literatuře se najde množství latinských citátů. Protože latinských obratů, rčení a přísloví je mnoho, je seznam vybraných seřazen podle abecedy a rozdělen podle počátečních písmen do samostatných článků.

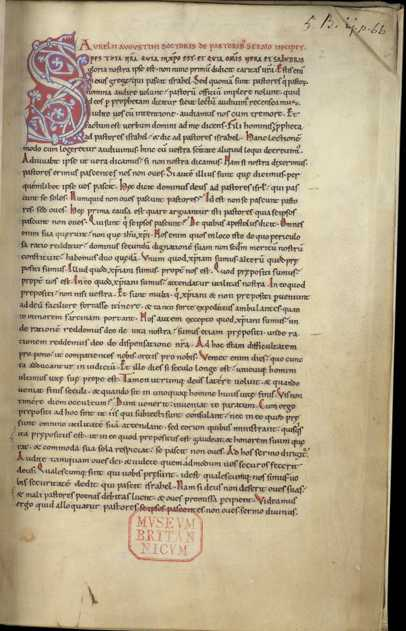
Iniciála S (Anglický rukopis, 11. stol.)

A
B
C
D
E
F
G
H
I
L
M
N
O
P
Q
R
S
T
U
V

## Sa
- Sabbatum propter hominem factum est, et non homo propter sabbatum. – „Sobota je (stvořena) pro člověka, ne člověk pro sobotu.“ (Evangelium podle Marka 2,27)
- Sacrilegia minuta puniuntur, magna in triumphis feruntur. – „Malé zločiny se trestají, velké se oslavují v triumfálním průvodu “
- Sacrificium intellectus – „oběť rozumu“, pokud to víra vyžaduje
- Sacrum Romanum Imperium – „Posvátná říše římská“ ve středověku
- Saepe decipimur specie recti – „Často nás klame zdání správného“ (Horatius, Listy 2.3.25)
- Saepe est etiam sub palliolo sordido sapientia. – „Často je moudrost i pod špinavou halenou“ (Cicero, Tuskulské hovory 3,56)
- Saepe stilum vertas. – „Pisátko často obracej“ (Horatius, Satiry 1.10.72) a druhou stranou maž, koriguj, co jsi napsal
- Saepe tacens vocem verbaque vultus habet. – „Mlčící tvář mívá hlas i slova“ (Ovidius, Umění milovat 1,574)
- Saevis inter se convenit ursis – „Divocí medvědi se spolu dohodnou“ (Juvenalis, Satiry 15,164)
- Sal Atticus – „atická sůl“, vtip
- Saltus in demonstrando – „skok ve vedení důkazu“
- Salus populi suprema lex esto. – „Prospěch (záchrana) lidu má být nejvyšším zákonem “ (Cicero, O zákonech 3.3.8)
- Salus ubi consilium – „záchrana (je tam,) kde je rada “
- Salva veritate – „aniž by tím utrpěla pravda “
- Salve – „zdar, buď zdráv“, odtud také salva, pozdravný výstřel
- Salve et solve. – „Buď zdráv a zaplať“
- Salve Hospes – „Vítej, hoste!“
- Salve Regina – „Zdrávas královno“, mariánská modlitba
- Salvo errore et omissione (s.e.e.o.) – „za chyby a omyly se neručí“
- Salvo honore – „bez újmy na cti“, nechci nikoho urazit
- Salvus conductus – „bezpečný průvod“, královský glejt
- Sancta sedes – „svatý stolec“, papežský úřad
- Sancta simplicitas – „Svatá prostoto!“, později připisováno Janu Husovi
- Sanctificetur nomen tuum. – „Posvěť se jméno tvé“, verš z modlitby Otče náš.
- Sanctum Officium – „Svatý úřad“, římská kongregace pro věci víry
- Sanctus Victoria – „Svaté vítězství“
- Sapere aude – „Odvaž se vědět“, užívat svého rozumu (Horatius, Listy 1.2.40; výrok použil Immanuel Kant jako motto k Co je osvícenství?)
- Sapienti sat (dictum) – „moudrému (to) stačí“ (Plautus, Peršan 729)
- Satis eloquentiae, sapientiae parum – „Hodně výřečnosti, málo moudrosti“ (Sallustius, Catilina 3.5.4)
- Satis vixi, invictus enim morior – „Dosti jsem žil a umírám nepřemožen“ (Nepos, Eapminondas 9,11)
- Saxa loquuntur. – „Kameny promluví“ (podle Bible, Lk 19,40)
- Saxum Sisyphi volvere. – „valit Sisyfův balvan“ (Terentius)
- Saxum volutum non obducitur musco. – „Valící se kámen mechem neobroste“ (Publilius Syrus)

## Sc
- Scala naturae – „Žebříček přírody“ (Aristoteles)
- Scelere velandum est scelus – „Zločin se musí zakrýt zločinem“ (Seneca mladší, Faidra 729)
- Sciebam me genuisse mortalem. – „Věděl jsem, že plodím smrtelníka“ (Anaxagoras při smrti svého syna)
- Scientia potentia est. – „Vědění (věda) je moc.“ (Francis Bacon, Nové organon 1,3)
- Scilicet (sc.) – „totiž, rozumí se“
- Scinditur incertum studia in contraria vulgus – „Nejistý lid se rozštěpí na opačná mínění“ (Vergilius, Aeneis 2,39)
- Scio me nihil scire. – „Vím, že (nic) nevím“ (Platón, Obrana Sókratova 6,21)
- Scire leges non est verba eorum tenere sed vim ac potestatem – „Znát zákony neznamená pamatovat si slova, nýbrž smysl a platnost“ (Celsus, Digesta 1.3.17)
- Scire nefas homini quid crastina volveret aetas – „Nepatří se člověku vědět, co zítřejší přivalí čas“ (Statius, Théby 8,562)
- Scire volunt omnes, mercedem solvere nemo. – „Vědět chtějí všichni, ale zaplatit honorář nikdo“ (Juvenalis)
- Scribere scribendo, dicendum dicere doces – „Psaním se učíš psát a mluvením mluvit“
- Scribitur ad narrandum, non ad probandum. – „Píšeme vyprávění, ne důkazy“, na rozdíl od historiků (Quintilianus, Výchova řečníka 10.1.31)

## Se
- Secundae cogitationes meliores – „druhé myšlenky bývají lepší“, uvážené
- Secundae res felicem, magnum faciunt adversae – „Příznivé věci přinášejí štěstí, nepříznivé velikost“
- Sed fugit interea, fugit irreparabile tempus. – „Zatím však utíká, utíká nenapravitelně čas.“ (Vergilius, O rolnictví 3,284)
- Sed omnes una manet nox. – „Všechny však čeká stejná noc“ (Horatius)
- Sed quis custodiet ipsos custodes? – „Kdo ale ohlídá hlídače?“ (Juvenalis)
- Sed taciti fecere tamen convivia vultus – „Mlčící tvář však přece výčitky činí“ (Ovidius, Lásky 1.7.21)
- Sed tamen nihil inimicus homini quam sibi ipse – „Přece však nejhorším nepřítelem je člověk sám sobě“ (Cicero, Atticovi 10.12a.3)
- Sede vacante – „když stolec (úřad) není obsazen“
- Sedes apostolica – „Apoštolský stolec“, papežský úřad
- Semel dat qui rogatus, bis qui non rogatus – „Jednou dává, kdo vyhoví prosbě, dvakrát, kdo se prosit nenechá“ (Varro, Sentence 15), srovnej Bis dat qui cito dat.
- Semel emissum volat inrevocabile verbum. – „Jednou vypuštěné slovo už nenávratně letí“ (Horatius)
- Semel pro semper – „jednou provždy“
- Semper aliquid ad discendum est. – „Vždycky se lze něco naučit“ (Cicero)
- Semper aliquid haeret – „Vždycky něco zůstane“ i z vyvráceného obvinění nebo pomluvy (Plútarchos)
- Semper Augustus – „vždy rozmnožitel říše“, novověký panovnický titul, vzniklý mylným pochopením slova augustus od augere, rozmnožovat
- Semper avarus eget – „Lakomec má vždycky nouzi“ (Horatius, Listy 1.2.56)
- Semper fidelis – „vždy věrný“
- Semper homo bonus tiro est. – „Dobrý člověk je vždycky začátečník“ (Martialis. Epigramy 12,51)
- Semper idem – „Vždycky stejný“ (Cicero, Tuskulské hovory 3,31)
- Semper in metu – „vždy v bázni“ boží
- Semper invicta – „Navždy neporažená“ (heslo města Varšavy)
- Semper paratus – „Vždy připraven“
- Semper plus metuit animus ignotum malum – „Vždycky se víc bojíme neznámého zla“ (Publilius Syrus, Myšlenky S 13)
- Semper reformanda – „(Církev) vždy potřebuje reformovat“ (Luther)
- Semper vigilans – „Vždy bdělý“

## Sen
- Senatus populus que Olomucensis (SPQO) – „Senát (sněm) a lid olomoucký.“ (motto Olomouce)
- Senatus Populusque Romanus (SPQR) – „Římský senát a lid“, dvě hlavní složky římské republiky
- Sensu lato (s. l., s. lat., sens. lat.) – „v širším smyslu“
- Sensu stricto (s. s., s. str., sens. str.) – „v užším, přísném smyslu“
- Sensus communis – „obecný, společný smysl“: 1. to, co dává dohromady vjemy různých smyslů; 2. zdravý rozum
- Sentire cum Ecclesia – „cítit s církví“ (sv. Ignác z Loyoly)
- Sera tamen tacitis poena venit pedibus. – „Pozdní trest však přijde tichým krokem“ (Tibullus Elegie 1.9.4)
- Serit arbores, quae in altera saecula prosint – „Sází stromy na prospěch budoucím věkům“ (Cicero,  Tuskulské hovory  1,31)
- Sermo datur cunctis, animi sapientia paucis – „Řeč mají všichni, moudrost ducha jen málokteří“ (Cato, Dvojverší 1.10.2)
- Sermo mollis frangit iram – „Měkká (mírná) řeč láme hněv“ (Bible, Př 15,1)
- Sero clipeum post vulnera sumo – „Pozdě, už zraněný, beru si štít“ (Ovidius, Žalozpěvy 1.3.35)
- Sero molunt deorum molae. – „Božské mlýny melou pozdě“
- Sero recusat ferre, quod subiit iugum – „Pozdě se brání nést břemeno které vzal“ (Seneca mladší, Faidra 140)
- Sero sapiunt – „Pozdě přijdou k rozumu“
- Sero seram ponis stabulo post furta latronis – „Pozdě dáváš závoru, když zloděj už vykradl stáj“ (Juvenalis, Satiry 13,129)
- Sero te amavi – „Pozdě jsem se do tebe zamiloval“ (Augustinus, Vyznání 0,27, 38) o křesťanské víře
- Sero venientibus ossa – „Pozdě příchozím (už jen) kosti“
- Septem artes liberales – „Sedm svobodných umění “
- Serva me, servabo te. – „Zachraň mě, zachráním tebe“ (Petronius)
- Servus servorum Dei – „Služebník služebníků Božích“, papežský titul
- Sese omnes amant – „Každý má rád sám sebe“ (Plautus, Zajatci 477)
- Sesquipedalia verba – „Slova půl druhé stopy dlouhá“ (Horatius)

## Si
- Si alteram talem victoriam reportavero, mea erit pernicies. – „Dobudu-li ještě jedno takové vítězství, je to můj konec “ (Plutarchos o králi Pyrrhovi, „Pyrrhovo vítězství“)
- Si amicus mingit, minge - nisi mingere vis, mingere finge. - „Když kamarád jde čurat, čurej taky - pokud se ti nechce, (aspoň) předstírej, že čůráš.“
- Si foret in terris, rideret Democritus – „Démokritos by se smál, kdyby byl na světě“ (Horatius, Listy 2.1.194)
- Si iuste puniris, nunquam nocetis - "Pokud spravedlivě trestáš, nikdy neškodíš"
- Si judicas, cognosce, si reges, jube – „Pokud soudíš, zkoumej, pokud vládneš, rozkazuj“ (Seneca mladší, Medea 194)
- Si libet, licet. – „Když chceš, smíš“
- Si paenitet, haud nocet error – „Chyba, když jí lituješ, nevadí“ (Prudentius, Zápas o duši 396)
- Si parva licet componere magnis – „Pokud se malé smí srovnávat s velikým“ (Vergilius, O rolnictví 4,176)
- Si tacent, satis dicent. – „Když mlčí, říkají dost“
- Si tacuisses, philosophus mansisses. – „Kdybys byl mlčel, zůstal bys filosofem“ (Boëthius, srov. Útěcha z filosofie II, 7, 76; podobně Př 17, 28)
- Si vales bene est, ego quidem valeo – „Jsi-li zdráv, je dobře, i mně se daří dobře“, běžný úvod listu, ve smyslu našeho "Doufám, že se máš dobře..."
- Si vis amari, ama! – „Chceš-li být milován, miluj“
- Si vis pacem para bellum – „Chceš-li mír, chystej se na válku“ (Flavius Vegetius Renatus, De Re Militari, Kniha třetí)
- Si vivis Romae, Romano vivito more. – „Žiješ-li v Římě, žij po římsku“, přibližná obdoba našeho "Chceš-li s vlky žíti, musíš s nimi výti.", případně "Jaký kraj, takový mrav."
- Sic nebo sic! – „(právě) tak“, často jako upozornění na neobvyklé slovo nebo chybu
- Sic erat in fatis – „Tak určil osud“ (Ovidius, Kalendář 1,481)
- Sic et non – „Ano a ne“ (Pierre Abélard)
- Sic itur ad astra. – „Tak se jde ke hvězdám“, ke slávě (Vergilius, Aeneis 9,641; motto Royal Canadian Air Force)
- Sic luceat lux vestra... – „Tak ať svítí vaše světlo“ (Mt 5,16)
- Sic passim – „tak na mnoha místech“
- Sic transit gloria mundi – „Tak pomíjí světská sláva“, napomíná kněz nově zvoleného papeže
- Sic utere tuo ut alienum non laedas – „Užívej svoje tak, abys neškodil druhému“
- Sigillum civium de Budiwoyz – „Pečeť měšťanů Českých Budějovic.“ (motto Českých Budějovic a Budějovického Budvaru)
- Silent leges inter arma. – „Mezi zbraněmi zákony mlčí“
- Siletium videtur confessio – „Mlčení vypadá jako přiznání“ (Seneca starší, Příklady 10.31.6)

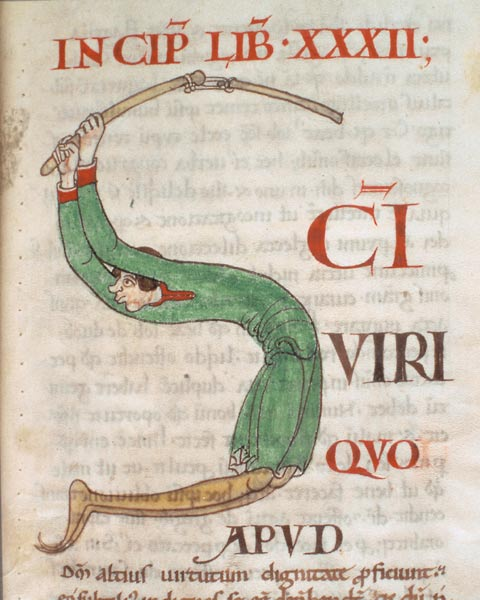
Iniciála S (Francouzský rukopis, 12. stol.)

- Simile gaudet simili. – „Podobné se raduje z podobného“ (Macrobius, Saturnalia 7.7.12)
- Similia similibus curantur. – „Podobné se léčí podobným“
- Sine anno (s. a.) – „bez letopočtu“, např. roku vydání
- Sine ira et studio – „bez hněvu a úporného úsilí“ (Tacitus, Letopisy 1,1), nezaujatě
- Sine loco (s. l.) – „bez místa“ vydání
- Sine qua non – „(podmínka) bez níž neplatí“, podmínka nutná
- Sine tempore (s. t.) – „bez akademické čtvrthodinky“
- Sit levis terra. – „Buď (mu) země lehká“
- Sit nomine digna – „Ať je hodna svého jména“ (heslo Rhodesie)
- Sit piger ad poenas princeps, ad premia velox. – „Vládce má být pomalý v trestání, rychlý v odměnách“ (Ovidius)
- Sit tibi terra levis – „Budiž ti země lehká“
- Sit venia verbo – „s odpuštěním za toto slovo“

## So
- Societas Jesu (SJ) – „Tovaryšstvo Ježíšovo“, jezuité
- Societas perfecta – „dokonalá společnost“
- Societatis vinculum est ratio et oratio – „Poutem společenství je rozum a řeč“ (Cicero, O povinnostech  1,50)
- Sol omnibus lucet – „Slunce svítí všem“ (Petronius, Satyrikon 100)
- Sola fide / gratia / scriptura – „Pouze vírou / milostí / Písmem“ je člověk ospravedlněn (Luther)
- Soli Deo gloria. – „Jen Bohu patří sláva“
- Soli hoc sapienti contigit ut nihil faciat invitus – „Moudrému sluší, aby nic nedělal nerad“ (Cicero, Paradoxy  5,1)
- Solitudinem faciunt, pacem apellant – „Dělají pustinu a říkají tomu mír“ (Tacitus, Agricola 30,4)
- Solo homini datum est loqui, cum solum sibi necessarium fuit. – „Jen člověku je dáno mluvit, protože jen on to nutně potřebuje“ (Dante Alighieri)
- Solve et coagula. – „Rozpusť a zahusti!“ (alchymistické rčení)
- Somnus est imago mortis. – „Spánek je obraz smrti.“ (Cicero, Tuskulské rozhovory 1,38)

## Sp
- Speremus quae volumus, sed quae acciderit feramus – „Doufejme v to, co si přejeme, ale snášejme, co přijde“ (Cicero, Sestius 143)
- Spiritus rector – „vůdčí duch“
- Spiritus spirat, ubi vult. – „Duch vane, kam chce.“ (Janovo evangelium, 3,6)
- Splendide mendax – „(Ty) skvělý lháři“, (Horatius)
- Spondeo ac polliceor – „Slibuji a zavazuji se“, univerzitní slib

## St
- Sta, viator. – „Zastav se, poutníku“, často na památnících a nápisech
- Stabat mater dolorosa... – „Stála matka v bolesti“, začátek hymnu o Panně Marii pod křížem, často zhudebněného
- Stante pede – „Stoje na nohou“, ihned, bez váhání; z toho vzniklo hovorové české štandopéde
- Stat crux dum volvitur orbis. – „Kříž stojí, (i když) se svět otáčí “, motto kartuziánského řádu
- Stat pro ratione numerus. – „Místo důvodu (rozumu) rozhoduje počet“ (Bismarckova námitka proti hlasování)
- Stat sua cuique dies – „Každý má svůj stanovený den“ úmrtí (Vergilius, Aeneis 10,467)
- Statim (stat) – „ihned“
- Status quo (ante) – „současný (předchozí) stav“
- Stella Maris – „hvězda mořská“, jedno z označení Panny Marie (hymnus Zdrávas, hvězdo mořská)
- Stipulata manu – „podáním ruky“, tj. bez písemného dokladu
- Stulti est se ipsum sapientem putare. – „Hlupák se vždycky pokládá za moudrého“
- Stultitiam simulare loco sapientia summa est – „Předstírat na správném místě hloupost je vrchol moudrosti“ (Cato, Dvojverší 2.18.2)
- Stultorum infinitus est numerus. – „Hlupáků je nespočetně“
- Stupor mundi – „úžas světa“, vzdělaný císař Friedrich II. Štaufský

## Su
- Sua sponte – „z vlastní vůle“, odtud spontánně
- Suae quisque fortunae faber est. – „Svůj osud si každý kove sám“, každý svého štěstí strůjcem (Sallustius)
- Suavis laborum est praeteritorum memoria. – „Příjemná vzpomínka na minulé námahy“
- Suaviter in modo, fortiter in re – „Mírným způsobem, ale co do věci silně“
- Sub auspiciis (imperatoris) – „pod záštitou (císaře)“
- Sub conditione – „pod podmínkou“
- Sub iudice – „(případ je) před soudcem“, tj. ještě nerozhodnut
- Sub limite (s. l.) – „pod hranicí, nedostatečný“
- Sub poena – „pod hrozbou trestu / pod trestem“
- Sub omni canone – „pod každou mírou“, pod každou kritiku
- Sub rosa – (doslova „pod růží“) důvěrně, pod slibem mlčení; tajemství
- Sub sigillo confessionis – „pod (pečetí) zpovědního tajemství“
- Sub specie aeternitatis – „z pohledu věčnosti“ (Spinoza, Etika 5,31)
- Sub utraque specie – „(přijímat) pod obojí způsobou“, odtud utrakvisté
- Sudetia non cantat – „Na sudetských horách se nezpívá“ (pořekadlo z Hané; i když je život všude o dvou kůrkách, v horských oblastech Nízkého Jeseníku byl život místních horalů značně složitější.)
- Sui generis – „svého druhu (rodu)“, svérázný
- Sui iuris – „vlastního práva“, tj. svobodný muž na rozdíl od příslušníků rodiny a domácnosti
- Sum quod eris / Fui quod es – „Jsem, čím budeš / byl jsem, čím jseš“, antický náhrobní nápis
- Sunt Aries, Taurus, Gemini, Cancer, Leo, Virgo, / Libraque, Scorpius, Arcitenens, Caper, Amphora, Pisces. – „Jsou beran, býk, blíženci, rak, lev, panna / váhy, štíř, střelec, kozoroh, vodnář, ryby.“ Mnemotechnická pomůcka ke znamením zvěrokruhu.
- Sunt certi denique fines – „Jsou zkrátka určité meze...“ (Horatius, Satiry 1.1.106)
- Sunt lacrimae rerum et mentem mortalia tangunt. – „Věci mohou plakat a smrtelné věci se dotýkají mysli.“ (Vergilius, Aeneis 1,461)
- Sunt omnes unum. – „Jsou všichni jedno.“ (Vergilius, Aeneis 1,462)
- Summa cum laude – „s nejvyšší chválou“, nejlepší hodnocení při promoci
- Summa summarum – „součet součtů“, souhrnem, všeho všudy
- Summum bonum – „nejvyšší dobro“
- Summum ius, summa iniuria – „Nejvyšší právo (je) nejvyšší křivda.“ (Cicero, O povinnostech 1.10.33)
- Surge et ambula! – „Vstaň a choď!“ (Ježíšova slova vzkříšení a uzdravení), také nápis nad bránou lázní v Piešťanech
- Sursum corda! – „Vzhůru srdce!“ (eucharistická modlitba)
- Sus Minervam (docet) - „prase poučuje Pallas Athénu“, diletant či laik poučuje odborníka; srovnej Piscem natare doces - "učíš rybu plavat"
- Suum cuique – „každému, co mu patří“ (Cato starší)
- Suum cuique tribue. – „Každému dávej co mu patří“ (Ulpianus)
- Sybaritica (Syrakusana) mensa – „sybaritský (hodně bohatý) stůl“